# Estadio Manuel Felipe Carrera
El Estadio Manuel Felipe Carrera, conocido popularmente como "Estadio Del Trébol", es un estadio deportivo para fútbol, ubicado en la Ciudad de Guatemala, Guatemala, Zona 7 Colonia Landivar y juega sus partidos como local el CSD Municipal.

## Historia
Originalmente era utilizado para los entrenamientos de dicho equipo, y para las competencias del Torneo de Copa, lleva el nombre de uno de los exentrenadores del equipo, Manuel Felipe Carrera.
Desde su remodelación en 2012, es utilizado como estadio oficial del Club Social y Deportivo Municipal, con una capacidad máxima de 7,500 aficionados.
El estadio Manuel Felipe Carrera posee sectores de graderíos que son: Tribuna, Preferencia y las Generales Norte y Sur; posee una Pantalla LED instalada en el 2018, camerinos modernos, tanto para el equipo local como de vista y para árbitros. Actualmente, el estadio esta en etapa de remodelaciones, principalmente en los graderíos del estadio y se espera que se amplíe hasta 9,000 aficionados hasta el momento.
En enero de 2024 se anunció la instalación de butacas de color rojo en el área de Tribuna y el 18 de septiembre de 2024 se instaló el techo de la Platea Sur. Se estrenó mediante el partido del CSD Municipal contra Antigua GFC. Además se instaló una malla o red en el área de Preferencia para evitar que objetos lanzados caigan en el campo de juego.

### Instalación de la luz artificial
En enero de 2025, se confirmó la implementación de torres de iluminación para partidos del Municipal de noche. Estará funcionando a partir de la temporada 2025-26 de la Liga Nacional. La empresa encargada fue Musco Lighting, quienes han instalado luz en recintos como el Estadio Mágico González de El Salvador, Rommel Fernandez en Panamá, Wembley en Inglaterra, entre otros. El presidente del club confirmo que la instalación se haría el 30 de julio de 2025 y que el proceso se completara en un solo día. Esto para que el club compita en la Copa Centroamericana de Concacaf 2025 y también en la Liga Nacional en partidos nocturnos. Pero fue en 29 de julio que se hizo la primera prueba de luz en el estadio recibiendo comentarios positivos especialmente de la afición del club Municipal. El jueves 7 de agosto el Municipal inauguró las luces en su primer partido nocturno de local enfrentándose al Sporting San Miguelito de Panamá terminando en un empate de 1 a 1.

### Finales en competición nacional
| 19 de mayo de 2024 | Municipal                                     | 2-0     | Mixco | Estadio Manuel Felipe Carrera, Ciudad de Guatemala, Guatemala |                          |
| 14:30 (UTC-6)      | José Carlos Martínez 58' · Matías Rotondi 82' | Reporte |       | Árbitro(s): Walter López                                      | Árbitro(s): Walter López |

## Instalaciones
El recinto cuenta con cuatro secciones de graderíos:
- Tribuna
- Preferencia
- General norte
- Platea sur